# Place Carlo-Felice
 (septembre 2022).
Si vous disposez d'ouvrages ou d'articles de référence ou si vous connaissez des sites web de qualité traitant du thème abordé ici, merci de compléter l'article en donnant les références utiles à sa vérifiabilité et en les liant à la section « Notes et références ».
La place Carlo-Felice (en italien : Piazza Carlo Felice), est une grande place située face à la gare de Turin-Porta-Nuova à Turin en Italie.

## Historique
La place Carlo-Felice est située face à la gare centrale de Turin. Deux grandes artères débouchent sur cette place, la Via Roma et le Corso Vittorio Emanuele II.
La place fut réalisée en 1861 par le paysagiste français Jean-Pierre Barillet-Deschamps. La place reçut le nom Carlo-Felice en l'honneur de Charles-Félix de Savoie (Carlo Felice di Savoia), dit « le Bien-Aimé », né à Turin le 6 avril 1765 et mort dans la même ville le 27 avril 1831, duc de Savoie, roi de Sardaigne de 1821 à 1831, et titulaire des titres de roi de Chypre et roi de Jérusalem.

## Description
Au centre de la place se trouve le jardin Sambuy, un terrain clos et organisé sur un plan régulier, mis en mouvement avec les ondulations du terrain et avec une croisée de chemins pavés de porphyre le traversant en diagonale, offrant différents points de vue. Le jardin central est agrémenté de plantes rares et par des statues dédiées à Edmondo De Amicis, à Massimo d'Azeglio et Ernesto Sambuy. Toujours dans le jardin, se trouve une horloge florale, un cadeau de la ville de Genève.
La place Carlo-Felice est desservie par la station de métro Porta Nuova.

## Évènement

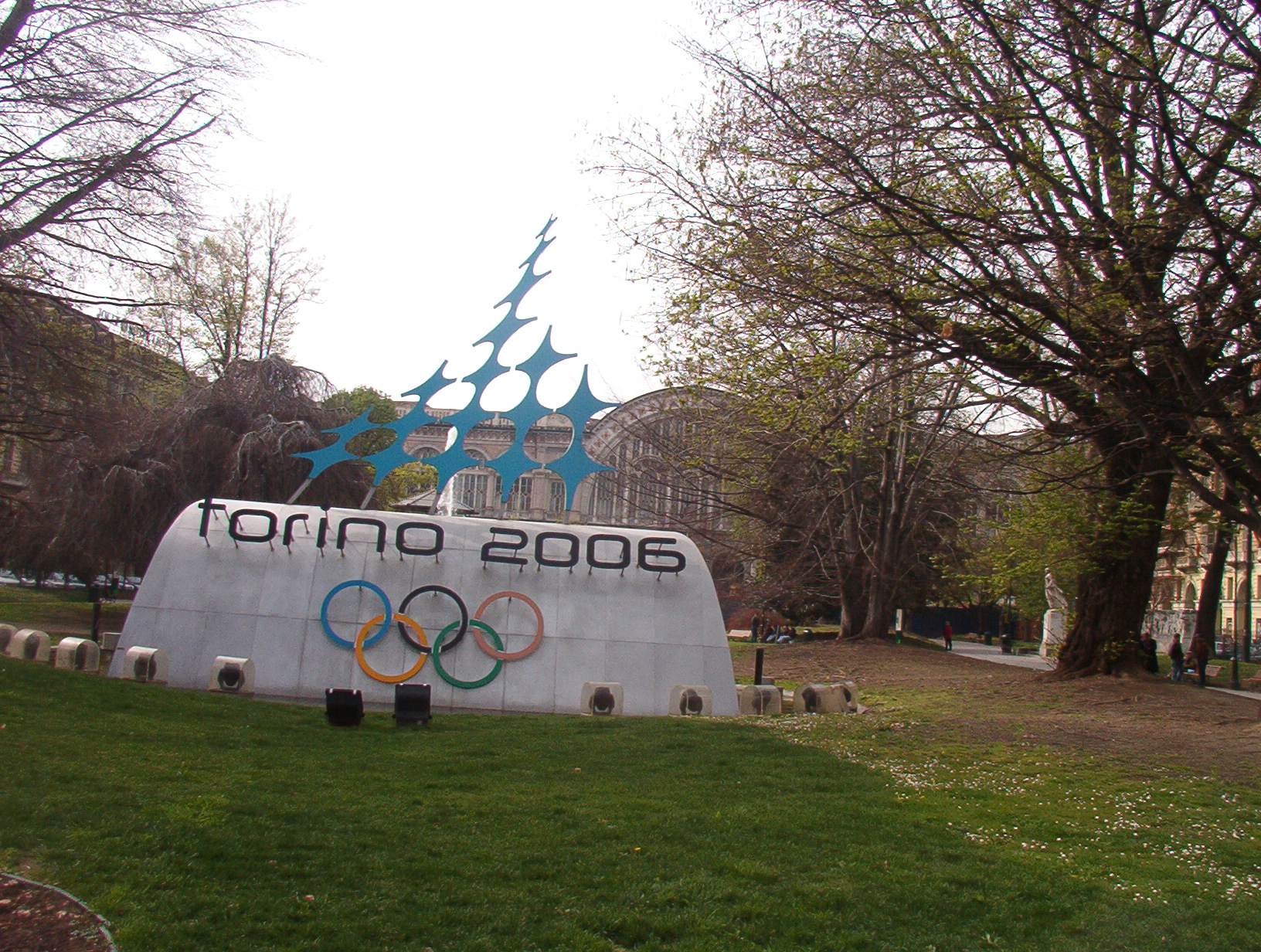
Vue de la place Carlo-Felice honorant les Jeux olympiques d'hiver de 2006.

Le 27 août 1950, l'écrivain Cesare Pavese se suicida dans sa chambre de l'hôtel Roma donnant sur la place Carlo-Felice.

## À proximité
- Piazza C.L.N.